# Neudorf im Weinviertel
Neudorf im Weinviertel (–2019 Neudorf bei Staatz) é um município da Áustria localizado no distrito de Mistelbach, no estado de Baixa Áustria.